# Bundesstraße 239
Die Bundesstraße 239 (Abkürzung: B 239) ist nach der Ostwestfalenmagistrale, der A 33, die wohl wichtigste Nord-Süd-Verbindung in Ostwestfalen-Lippe.

## Verlauf

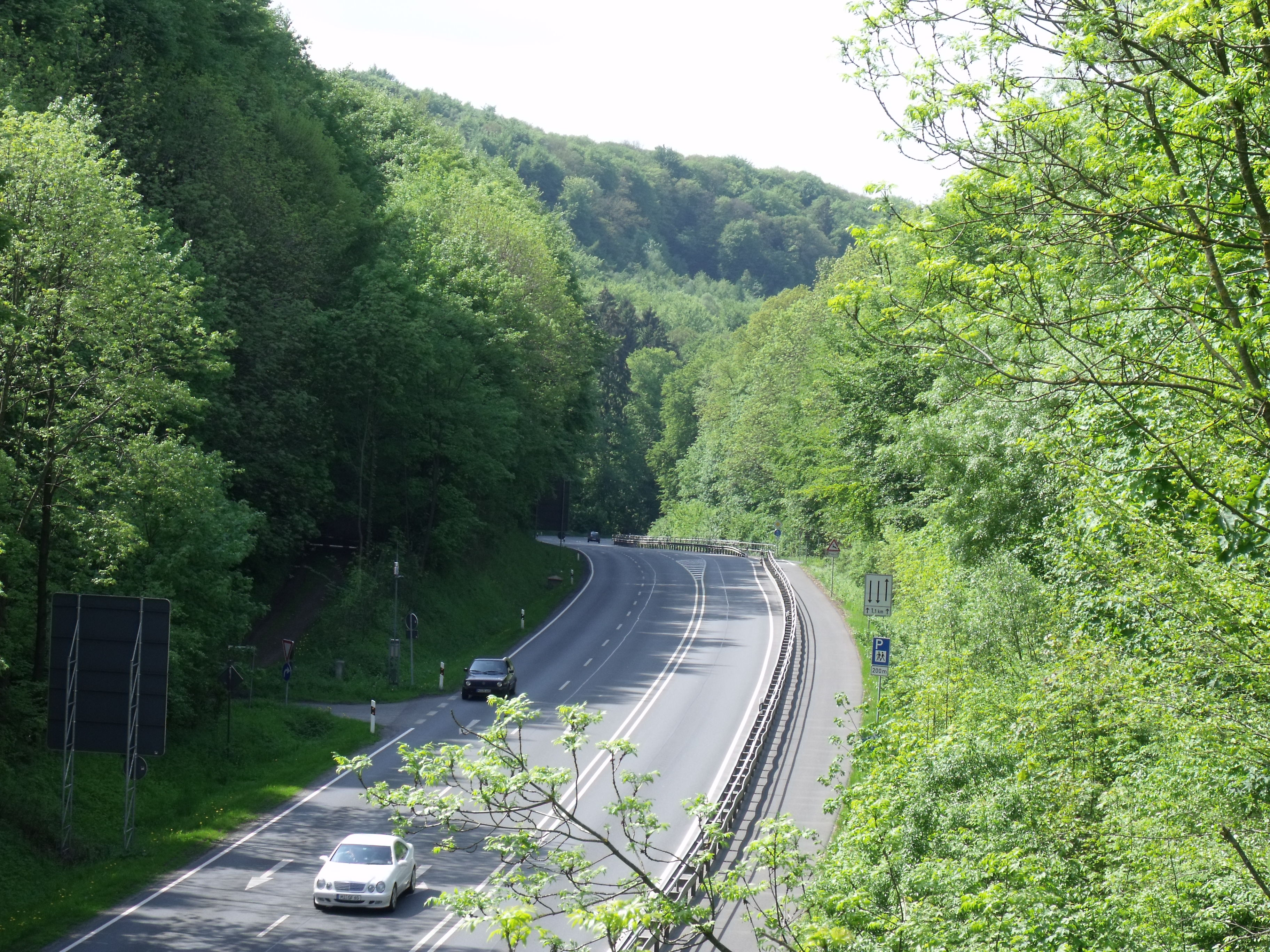
Die Passhöhe Horst Höhe über das Wiehengebirge

Die B 239 startet im Süden in Höxter, verläuft durch Marienmünster, Steinheim, Horn-Bad Meinberg, Detmold und Lage nach Bad Salzuflen. Zwischen Bad Salzuflen und Herford kreuzt sie die A 2. Die Bundesstraße umfährt Herford und führt nach Querung der Bahnstrecke Hamm–Minden über Hiddenhausen nach Kirchlengern, wo sie auf der Elsetalbrücke die Bahnstrecke Löhne–Rheine überquert und zuvor auf die A 30 stößt. Danach führt sie an Hüllhorst vorbei nach Lübbecke. Bei Espelkamp kreuzt sie die Landesstraße 770. Für die Städte Espelkamp und Rahden gibt es Ortsumgehungen. Dann führt sie weiter nach Norden, um Ostwestfalen-Lippe und Nordrhein-Westfalen zu verlassen, in Niedersachsen durch Wagenfeld zu führen und kurz vor Diepholz bei Rehden in die B 214 zu münden.

## Vollendeter Ausbau

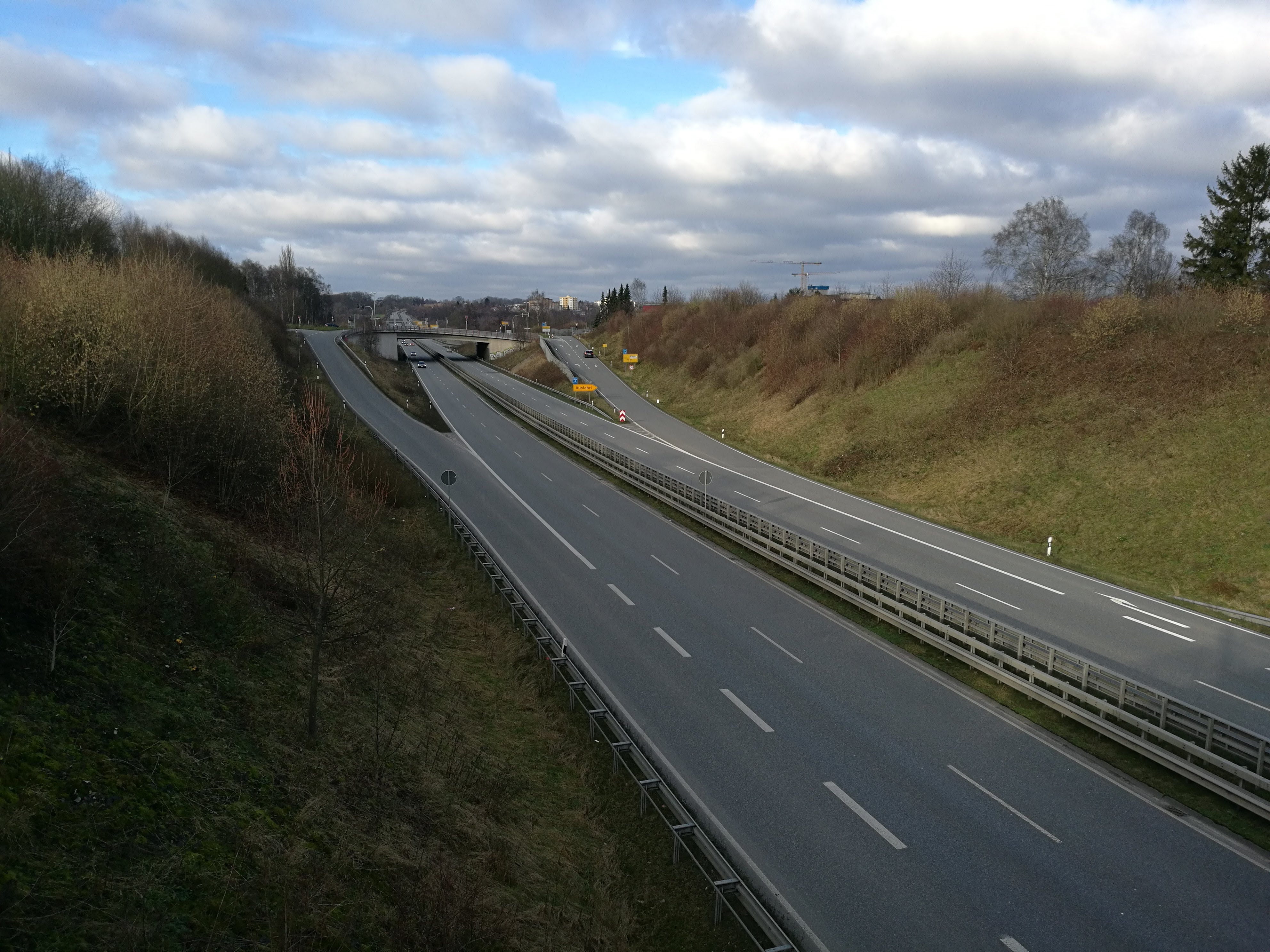
Ausfahrt Herford-Elverdisser Straße

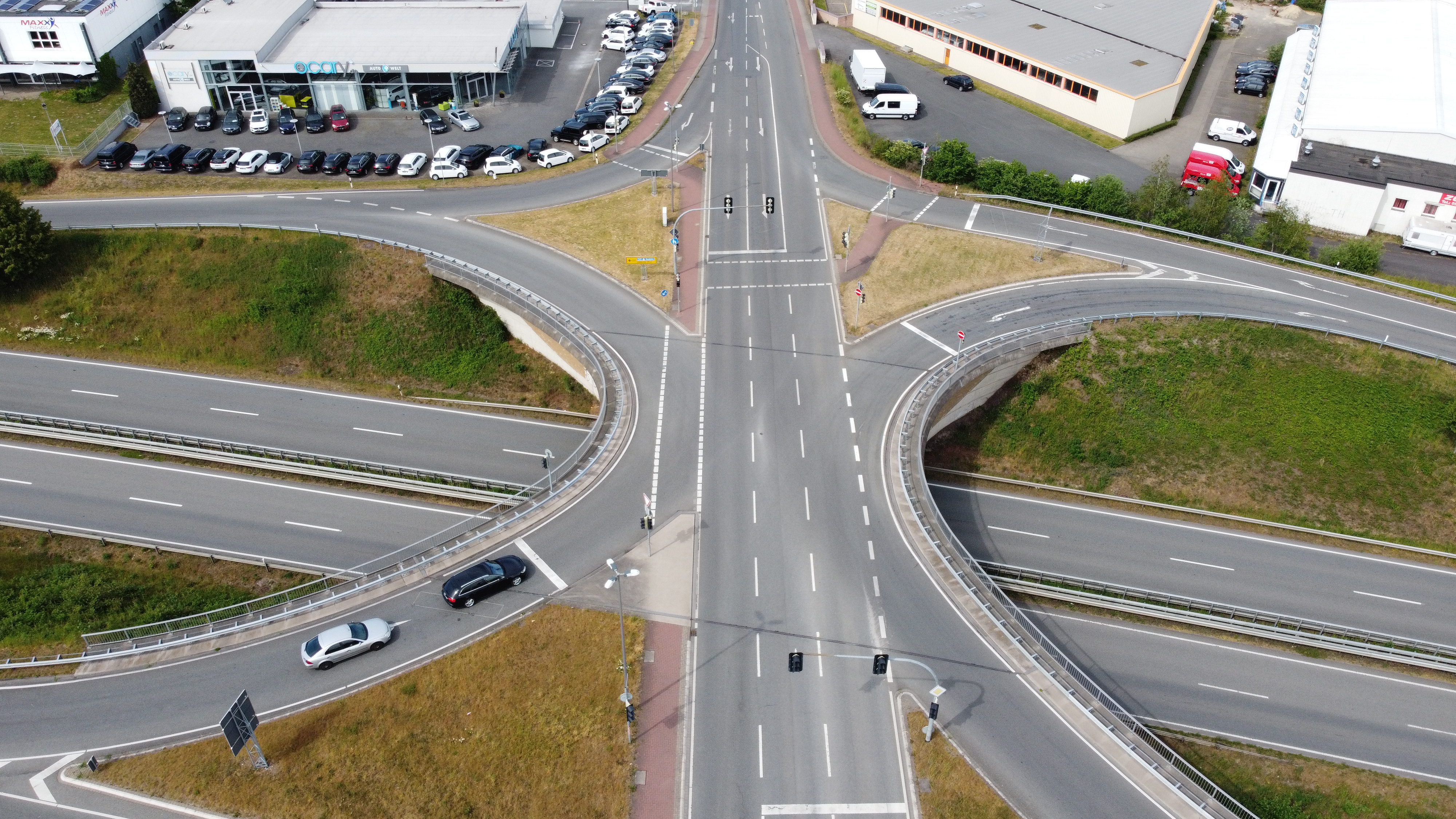
Ausfahrt Herford-Ahmser Straße

Zumindest zwischen dem A 30-Anschluss bei Kirchlengern und dem Ende der nun nicht mehr verfolgten Detmolder Südumgehung, wo sie in die ebenfalls geplanten Nord-A 5 gemündet hätte, war für die B 239 ein Autobahnquerschnitt vorgesehen. Dieser Ausbau war zum Teil sogar noch im Bundesverkehrswegeplan von 1992 festgeschrieben. Verwirklicht wurde davon bislang allerdings lediglich ein Teilstück der Ortsumgehung von Herford im Westen der Stadt und eine Kleeblattkreuzung mit der A 2 an der Anschlussstelle Herford/Bad Salzuflen. Die höhengleichen Kreuzungen wurden inzwischen durch Anschlussstellen ersetzt. Im Frühjahr 2008 wurden die Gehsteige, Radwege und Einfahrten im Bereich Detmold-Remmighausen erneuert.
Mittlerweile führt die B 239 nicht mehr durch die Detmolder Innenstadt, sondern verläuft auf der Umgehungsstraße Nordring an Detmold vorbei. Die „alte“ B 239 wurde im Innenstadtbereich von Detmold zur L 758 zurückgestuft. Da der Nordring erhebliche Schäden im Straßenbelag aufwies, wurde er ab Sommer 2010 abschnittsweise erneuert und in zwei Abschnitten mit drei Fahrspuren (2+1) versehen.

## Besonderes an der Strecke
Am Ortseingang von Lage aus Richtung Bad Salzuflen überquert die B 239 die Bahnverbindung Bielefeld–Lemgo auf einem Bahnübergang. In Lage kreuzt sie die B 66. Außerdem wurden in Lage zwei Kreuzungen im Bereich der B 239 zu Kreisverkehren umgestaltet. Am Ortsausgang von Lage in Richtung Detmold quert die B 239 die Bahnstrecke Herford–Altenbeken ebenfalls mit einem Bahnübergang.
Zwischen Steinheim und dem Schieder-Schwalenberger Ortsteil Wöbbel verläuft die B 239 über die Bundesstraße 252.
Beim Verlassen der Norddeutschen Tiefebene, aus Richtung Diepholz, ist die Straße ab Lübbecke durch einen für nordwestdeutsche Verhältnisse ungewöhnlich langgezogenen Anstieg auf den Kamm des Wiehengebirges gekennzeichnet. Hinter diesem herrscht ein völlig anderes Landschaftsbild vor, das vom Mittelgebirge geprägt ist.

## Geplanter Ausbau
Südlich von Herford sollte die B 239 bis zum Detmolder Nordring einen dreispurigen Ausbau (2+1) erhalten. Es gab Einschätzungen, dass diese Planungen wohl vorerst nicht realisiert würden, da die Bundesstraße zwischen Bad Salzuflen und Lage im September 2007 in Abschnitten saniert wurde. Dabei wurde die Fahrbahndecke erneuert und die ursprüngliche Fahrbahnmarkierung wieder aufgetragen.
Seit 2013 ist der Vorentwurf in Arbeit.
Im Frühjahr 2016 wurde der Ausbau wesentlicher Abschnitte im vordringlichen Bedarf dargestellt, im Referentenentwurf zum Bundesverkehrswegeplan 2030, demnach mit einer geplanten Umsetzung bis 2030. Der BUND kritisiert unter anderen die Ausbauplanung B 239 Lage – Bad Salzuflen als „ökologisch höchst fragwürdige Planungen“ und die Ortsumgehung Lage als „besonders krasses Beispiel einer totalen Fehlplanung“.
Im Norden von Herford und in Hiddenhausen-Schweicheln – zwischen der Kreuzung mit der Landesstraße L 860 Richtung Bad Oeynhausen und dem A 30-Anschluss bei Kirchlengern – sollte sie auch dreispurig ausgebaut werden. Letztgenannter Abschnitt, auch Werretalautobahn genannt, erzeugt allerdings erheblichen Widerstand in der Bevölkerung. Nicht zuletzt, weil er auf seiner gesamten Länge durch das Naturschutzgebiet der Werreaue geführt werden soll. Dazu wird eine effektive Entlastung Schweichelns von Lärm wegen der dann höheren gefahrenen Geschwindigkeiten und die Lage im „Resonanzkörper“ Werretal bezweifelt.
Ein weiterer Ausbau wird ggf. durch die geplante Verlegung der Bundesstraße 239 im Bereich der Querung des Wiehengebirges um zwei Kilometer nach Osten entstehen. Das Projekt Ortsumgehung Lübbecke wird im Bundesverkehrswegeplan als Neues Vorhaben mit Planungsrecht „WB“ (Weiterer Bedarf) geführt. Die neue Trasse, die über bzw. vermutlich großteils getunnelt auch unter dem höchsten Teil des Wiehengebirges im Bereich des Heidbrinks verlaufen soll, wird 5,3 km lang sein und soll nach derzeitigem Stand 68,5 Mio. Euro kosten.
Wann der genaue Ausbau stattfinden wird, steht bisher noch nicht fest, da das Projekt bisher im Verkehrsplan nur eine nachgeordnete Priorität genießt.

## Sonstiges
Im Bereich Hiddenhausen-Schweicheln führt die B 239 unter den Bahnstrecken Herford – Löhne und Herford – Kirchlengern hindurch. Diese Brücke ist mit 3,90 m Durchfahrtshöhe für manche LKW zu niedrig. Deshalb benutzen viele LKW zwischen Herford und der Autobahn A 30 die Landesstraße L 545, welche von der Anschlussstelle Bünde-Ost/Hiddenhausen über Hiddenhausen-Eilshausen nach Herford führt. Auf dieser Ausweichstrecke gibt es keine Brücken.